# Ženski odbojkaški klub Dinamo Pančevo 1973
La Ženski odbojkaški klub Dinamo Pančevo 1973 è una società pallavolistica femminile serba, con sede a Pančevo: milita nel campionato di Superliga.

## Storia
La Ženski odbojkaški klub Dinamo Pančevo 1973 nasce il 21 novembre del 1973. Il trascorre gran parte della sua storia nelle categorie minori del campionato jugoslavo, fino a quando, nel 2004, ha debuttato nel massimo campionato montenegrino. Nel 2008 e nel 2010 disputa la finale della Coppa di Serbia, perdendo contro l'Odbojkaški klub Poštar e contro la Ženski odbojkaški klub Crvena zvezda. Grazie ai buoni risultati ottenuti in campionato, riesce a prendere parte alle competizioni europee senza grandissimi risultati.

## Rosa 2013-2014
| N° | Nome                    | Ruolo | Data di nascita   | Nazionalità sportiva |
| -- | ----------------------- | ----- | ----------------- | -------------------- |
| -  | Aleksandar Vladisavljev | All   | -                 | Serbia               |
| 1  | Nikolina Ašćerić        | C     | 12 aprile 1994    | Serbia               |
| 2  | Marija Kovačić          | C     | 1997              | Serbia               |
| 3  | Jelena Petrov           | L     | 24 settembre 1991 | Serbia               |
| 4  | Katarina Kojić          | P     | 6 dicembre 1994   | Serbia               |
| 5  | Vesna Sekulić           | S/O   | 6 febbraio 1992   | Serbia               |
| 6  | Aleksandra Vladisavljev | S     | 22 dicembre 1994  | Serbia               |
| 7  | Isidora Marković        | C     | 1995              | Serbia               |
| 8  | Antonija Ivanović       | S     | 1996              | Serbia               |
| 9  | Katarina Simić          | S     | 14 febbraio 1994  | Serbia               |
| 10 | Jelena Cvijović         | S     | 30 settembre 1992 | Montenegro           |
| 11 | Nataša Božić            | P     | 1996              | Serbia               |
| 12 | Marija Jovanović        | S/O   | 1991              | Serbia               |
| 13 | Kristina Đurić          | P     | 8 ottobre 1990    | Serbia               |
| 14 | Dragana Marković        | S     | 1995              | Serbia               |
| 15 | Milica Janković         | C     | 1988              | Serbia               |
| 16 | Andrijana Gudurić       | S     | 1997              | Serbia               |